# Spoorlijn Mannheim - Frankfurt
De spoorlijn Mannheim - Frankfurt am Main ook wel Riedbahn genoemd is een Duitse spoorlijn als lijn 3541 Goddelau – Darmstadt, 3570 Worms – Biblis, 3575 Worms – Lampertheim, 4010 Mannheim – Frankfurt-Stadion, 4011 Mannheim –Waldhof en 4012 Waldhof – Neckarstadt onder beheer van DB Netz. Vroeger was er ook een zijlijn tussen Mannheim en Darmstadt.

## Geschiedenis
Het traject tussen Darmstadt over Goddelau en Biblis tot Rosengarten (Rhein) werd door de hessischen Ludwigsbahn op 1869 geopend. In december 1900 werd de spoorwegbrug over de Rijn bij Worms geopend.
In 1975 werd het traject tussen Darmstadt en Goddelau gesloten en inmiddels opgebroken.
In oktober 1879 werd het traject tussen Biblis over Mannheim-Waldhof naar Mannheim-Neckarstadt bij de latere Kurpfalzbrücke geopend. In november 1879 werd het traject tussen Goddelau en Frankfurt geopend.
In 1880 werd de oostelijke toegang over Mannheim-Käfertal tot Mannheim Hauptbahnhof geopend. De treinen van Frankfurt over Mannheim naar Karlsruhe moesten in Mannheim Hauptbahnhof kop maken om over de Rheinbahn naar Karlsruhe en verder te rijden.
Op 2 juni 1985 werd de westelijke toegang tussen Mannheim Hauptbahnhof en Mannheim-Luzenberg geopend. Door dit traject hoeven de treinen van Frankfurt over Mannheim Hauptbahnhof naar Karlsruhe in Mannheim Hauptbahnhof niet meer kop te maken.

## Treindiensten

### Deutsche Bahn
De Deutsche Bahn verzorgt het personenvervoer op dit traject met RE- / RB-treinen.

### S-Bahn
De S-Bahn, meestal de afkorting voor Stadtschnellbahn, soms ook voor Schnellbahn, is een in Duitsland ontstaan (elektrisch) treinconcept, welke het midden houdt tussen de Regionalbahn en de Stadtbahn. De S-Bahn maakt meestal gebruik van de normale spoorwegen om grote steden te verbinden met andere grote steden of forensengemeenten. De treinen rijden volgens een vaste dienstregeling met een redelijk hoge frequentie.

#### S-Bahn Rhein-Main
De treinen van de S-Bahn Rhein-Main tussen Frankfurt en Riedstadt-Goddelau maken gebruik van het traject.
- S7 Frankfurt Hbf ↔ Riedstadt-Goddelau: Riedbahn

## Aansluitingen
In de volgende plaatsen was of is er een aansluiting van de volgende spoorwegmaatschappijen:

### Mannheim Hauptbahnhof
- Rheintalbahn spoorlijn tussen Mannheim Hbf en Basel Bad.bf
- Rheinbahn spoorlijn tussen Mannheim en Roeschwoog (Frankrijk)
- Pfälzische Ludwigsbahn spoorlijn tussen Mannheim en Saarbrücken
- Mainz – Ludwigshafen spoorlijn tussen Ludwigshafen en Mainz
- Main-Neckar-Eisenbahn spoorlijn tussen Frankfurt am Main en Heidelberg / Mannheim
- HSL Rhein/Main – Rhein/Neckar spoorlijn tussen Frankfurt am Main en Mannheim
- HSL Mannheim – Stuttgart spoorlijn tussen Mannheim en Stuttgart
- Rhein-Haardtbahn spoorlijn tussen Mannheim en Bad Dürkheim
- Oberrheinische Eisenbahn spoorlijn tussen Mannheim en Heidelberg
- Oberrheinische Eisenbahn spoorlijn tussen Mannheim en Weinheim
- Oberrheinische Eisenbahn spoorlijn tussen Mannheim en Heddesheim
- Mannheimer Verkehrs Verbund (MVV) stadstram in Mannheim/Ludwigshafen
- Verkehrsbetriebe Ludwigshafen (VBL) stadstram in Ludwigshafen/Mannheim

### Mannheim-Neckarstadt
Sinds 1879 was het station van de Riedbahn bij de latere Kurpfalzbrücke aan de noordelijke oever van de Neckar gevestigd. Op 2 juni 1985 werd een nieuwe halte met deze naam geopend aan het nieuwe doorgaande traject tussen Mannheim Hbf en Mannheim-Luzenberg.

### Worms
- Mainz – Ludwigshafen spoorlijn tussen Ludwigshafen en Mainz
- Worms – Gundheim spoorlijn tussen Worms en Gundheim
- Rheinhessenbahn spoorlijn tussen Worms over Alzey naar Bingen
- Untere Eistalbahn spoorlijn tussen Worms en Grünstadt

### Darmstadt
- Main-Neckar-Bahn spoorlijn tussen Frankfurt am Main en Heidelberg
- Rhein-Main-Bahn spoorlijn van Wiesbaden over Mainz en Darmstadt naar Aschaffenburg
- Odenwaldbahn spoorlijn tussen Darmstadt en Wiebelsbach
- Eisenbahnmuseum Darmstadt-Kranichstein spoorwegmuseum Darmstadt-Kranichstein
- Straßenbahn Darmstadt HEAG mobilo stadstram Darmstadt

### Frankfurt am Main

#### Frankfurt am Main Hauptbahnhof
- Taunusbahn spoorlijn tussen Frankfurt am Main en Wiesbaden
- Mainbahn spoorlijn tussen Mainz en Frankfurt am Main
- Main-Neckar-Eisenbahn spoorlijn tussen Frankfurt am Main en Heidelberg
- Main-Weser-Bahn spoorlijn tussen Kassel Hbf en Frankfurt am Main
- Main-Lahn-Bahn spoorlijn tussen Frankfurt am Main en Limburg an der Lahn
- Kinzigtalbahn spoorlijn tussen Fulda en Frankfurt am Main
- Homburger Bahn spoorlijn tussen Frankfurt am Main via (Bad) Homburg naar Friedberg en Friedrichsdorf
  - Spoorlijn Friedberg - Friedrichsdorf spoorlijn tussen Friedberg en Friedrichsdorf
- Königsteiner Bahn spoorlijn tussen Frankfurt-Höchst en Königstein im Taunus
- Kronberger Bahn spoorlijn tussen Frankfurt-Rödelheim en Kronberg im Taunus
- Limesbahn spoorlijn tussen Bad Soden am Taunus en Niederhöchstadt
- Sodener Bahn spoorlijn tussen Frankfurt-Höchst en Bad Soden am Taunus
- Taunusbahn spoorlijn tussen Frankfurt am Main en Brandoberndorf
- Friedberg - Friedrichsdorf spoorlijn tussen Friedberg (Hessen) en Friedrichsdorf (Taunus)
- Niddertalbahn spoorlijn tussen Frankfurt am Main en Lauterbach Nord
- Frankfurt-Hanauer Eisenbahn spoorlijn tussen Frankfurt am Main en Hanau
- Dreieichbahn spoorlijn tussen Dreieich-Buchschlag en Dieburg
- Odenwaldbahn spoorlijn tussen Darmstadt / Hanau en Eberbach am Neckar
- S-Bahn Rhein-Main treindienst rond Frankfurt am Main
- Stadtwerke Verkehrsgesellschaft Frankfurt am Main mbH (VGF) stadstram en U-Bahn in Frankfurt en Offenbach

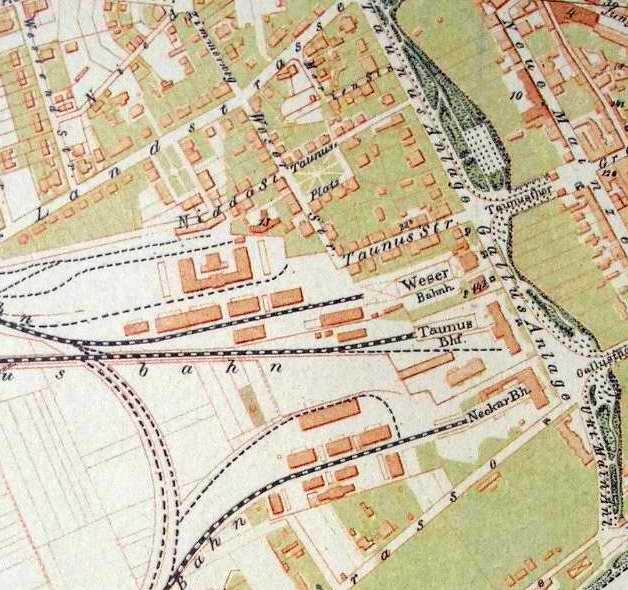
De Taunusbahnhof in Frankfurt en de andere stations rond 1860

#### Frankfurt am Main Main-Weser-Bahnhof
- Main-Weser-Bahn spoorlijn tussen Frankfurt am Main en Kassel

#### Frankfurt am Main Taunusbahnhof
- Taunus-Eisenbahn spoorlijn tussen Frankfurt am Main en Wiesbaden

#### Frankfurt am Main Main-Neckar-Bahnhof
- Main-Neckar-Bahn spoorlijn tussen Frankfurt am Main en Heidelberg

## Elektrische tractie
Het traject werd geëlektrificeerd met een spanning van 15.000 volt 16⅔ Hz wisselstroom.